# Binges
Binges é uma comuna francesa na região administrativa da Borgonha-Franco-Condado, no departamento de Côte-d'Or. Estende-se por uma área de 17,52 km². Em 2010 a comuna tinha 816 habitantes (densidade: 46,6 hab./km²).